# Новослободка (Орловская область)
Новослободка, также известна как Новая Слободка — деревня в Свердловском районе Орловской области. Входит в состав Богодуховского сельского поселения. Население — 1 чел. (2010) (по другим данным — 5 чел. ).

## География
Деревня находится в центральной части Орловской области, в лесостепной зоне, в пределах центральной части Среднерусской возвышенности и расположена по берегу реки Неручь.
Уличная сеть представлена одним объектом: ул. Новослободская.
Абсолютная высота 186 метров выше уровнем моря.
Географическое положение
Расстояние до
районного центра посёлка городского типа Змиёвка: 22 км.
областного центра города Орёл: 22 км.

## Население
| 2010 |
| ---- |
| 1    |

Национальный и гендерный состав
Опубликованные данные Всероссийской переписи в 2010 году, показывают, что в гендерной структуре населения мужчины составляли 33,3 %, женщины — 66,7 %. Общая численность населения деревни, информация о количестве мужчины и женщин, не отображалось в целях защиты конфиденциальности данных.
Согласно результатам переписи 2002 года, в национальной структуре населения русские составляли 100 % из 5 чел.

## Инфраструктура
Жители занимаются сельским хозяйством.

## Транспорт
Проселочные дороги.